# ASB Premiership 2013-14
La ASB Premiership 2013/14 fue la 10.ª edición del máximo torneo futbolístico de Nueva Zelanda. Por primera vez en la historia de la competición, se realizó un cambio en los equipos participantes. La Asociación de Fútbol de Nueva Zelanda no renovó la licencia del YoungHeart Manawatu, que había ocupado el último lugar en las tres últimas ediciones, siendo remplazado por la selección Sub-20 de Nueva Zelanda, que formó el Wanderers Special Club; mientras que el Waikato Football Club fue refundado, pasando a llamarse WaiBOP United y el Otago United cambió su denominación a Southern United. Los demás equipos, Auckland City, Canterbury United, Hawke's Bay United, Team Wellington y Waitakere United, renovaron sus licencias y mantuvieron su estructura.
El torneo comenzó el 10 de noviembre con el inicio de la fase regular, mientras que finalizó el 16 de marzo. El Auckland City obtuvo su primer título desde la temporada 2008/09 y el quinto en total tras vencer al Team Wellington en la final 1-0. Ambos clubes lograron la clasificación a la Liga de Campeones de la OFC 2015.

## Equipos
| Equipo                        | Ciudad       | Estadio               | Capacidad | Entrenador                | Año ingreso |
| ----------------------------- | ------------ | --------------------- | --------- | ------------------------- | ----------- |
| Auckland City Football Club   | Auckland     | Kiwitea Street        | 4.000     | Ramon Tribulietx          | 2004        |
| Canterbury United Dragons     | Christchurch | ASB Football Park     | 8.000     | Keith Braithwaite         | 2004        |
| Hawke's Bay United            | Napier       | Bluewater Stadium     | 4.000     | Chris Greatholder         | 2004        |
| Southern United Football Club | Dunedin      | Forsyth Barr Stadium  | 30.500    | Luiz Uehara               | 2004        |
| Team Wellington               | Wellington   | Newtown Park          | 5.000     | Matt Calcott              | 2004        |
| WaiBOP United                 | Hamilton     | Beetham Park          | 2.700     | Peter Smith               | 2004        |
| Waitakere United              | Waitakere    | Fred Taylor Park      | 10.000    | Brian Shelley Paul Temple | 2004        |
| Wanderers Special Club        | Auckland     | North Harbour Stadium | 25.000    | Darren Bazeley            | 2013        |

## ASB Charity Cup
Como sucede desde 2011, previo a cada inicio de la ASB Premiership, se juega la ASB Charity Cup, la supercopa neozelandesa, que involucra al campeón de la temporada pasada, en este caso el Waitakere United, contra el club mejor posicionado en la fase regular, siendo esta temporada el Auckland City. El partido tuvo lugar el 3 de noviembre en el Fred Taylor Park de Whangarei y representó una nueva edición del clásico de Auckland. El trofeo lo ganó el Auckland City que venció por 4-1 a su rival.
| 3 de noviembre de 2013 | Waitakere United | 1:4 (1:1) | Auckland City                                      | Fred Taylor Park, Whangarei                         |                                                     |
|                        | Lowdon 3'        | Reporte   | Tade 29' · Koprivcic 52' · Krishna 55' · Milne 89' | Asistencia: 800 espectadores Árbitro(s): Chris Kerr | Asistencia: 800 espectadores Árbitro(s): Chris Kerr |

## Clasificación
|    | Equipo             | PJ | G  | E | P  | GF | GC | Dif. | Pts. |
| -- | ------------------ | -- | -- | - | -- | -- | -- | ---- | ---- |
| 1º | Auckland City      | 14 | 10 | 3 | 1  | 40 | 12 | 28   | 33   |
| 2º | Team Wellington    | 14 | 8  | 2 | 4  | 37 | 25 | 12   | 26   |
| 3º | Hawke's Bay United | 14 | 8  | 2 | 4  | 29 | 28 | 1    | 26   |
| 4º | Waitakere United   | 14 | 7  | 2 | 5  | 30 | 19 | 11   | 23   |
| 5º | Canterbury United  | 14 | 6  | 4 | 4  | 22 | 16 | 6    | 22   |
| 6º | WaiBOP United      | 14 | 4  | 2 | 8  | 24 | 31 | -7   | 14   |
| 7º | Southern United    | 14 | 3  | 1 | 10 | 19 | 50 | -31  | 10   |
| 8º | Wanderers          | 14 | 1  | 2 | 11 | 19 | 39 | -20  | 5    |

 PJ = Partidos jugados; G = Partidos ganados; E = Partidos empatados; P = Partidos perdidos;
GF = Goles anotados; GC = Goles recibidos; Dif = Diferencia de gol; Pts = Puntos
Orden de ubicación de los equipos: 1) Puntos; 2) Diferencia de gol; 3) Cantidad de goles anotados.
| \| \| Clasificación a los playoffs y a la Liga de Campeones de la OFC 2015 \| \| \| Clasificación a los playoffs \| |                                                                      |
| | Clasificación a los playoffs y a la Liga de Campeones de la OFC 2015 |
| | Clasificación a los playoffs                                         |

### Evolución de las posiciones
| Equipo / Fecha     | 01 | 02 | 03 | 04 | 05 | 06 | 07 | 08 | 09 | 10 | 11 | 12 | 13 | 14 |
| ------------------ | -- | -- | -- | -- | -- | -- | -- | -- | -- | -- | -- | -- | -- | -- |
| Auckland City      | 1  | 1  | 2  | 1  | 1  | 2  | 3  | 1  | 1  | 1  | 1  | 1  | 1  | 1  |
| Canterbury United  | 6  | 6  | 6  | 5  | 3  | 5  | 4  | 2  | 2  | 2  | 2  | 3  | 4  | 5  |
| Hawke's Bay United | 4  | 3  | 3  | 3  | 4  | 3  | 5  | 5  | 4  | 3  | 3  | 2  | 2  | 3  |
| Southern United    | 8  | 7  | 8  | 8  | 8  | 8  | 7  | 7  | 7  | 7  | 7  | 7  | 7  | 7  |
| Team Wellington    | 7  | 8  | 4  | 4  | 6  | 4  | 2  | 4  | 3  | 5  | 5  | 5  | 3  | 2  |
| WaiBOP United      | 3  | 4  | 5  | 6  | 5  | 6  | 6  | 6  | 6  | 6  | 6  | 6  | 6  | 6  |
| Waitakere United   | 2  | 2  | 1  | 2  | 2  | 1  | 1  | 3  | 5  | 4  | 4  | 4  | 5  | 4  |
| Wanderers SC       | 5  | 5  | 7  | 7  | 7  | 7  | 8  | 8  | 8  | 8  | 8  | 8  | 8  | 8  |

## Resultados
| WaiBOP United      | 2 - 1 | Canterbury United | 10 de noviembre | 13:00 |
| Southern United    | 0 - 3 | Waitakere United  | 10 de noviembre | 13:00 |
| Team Wellington    | 1 - 4 | Auckland City     | 10 de noviembre | 14:00 |
| Hawke's Bay United | 1 - 0 | Wanderers         | 1 de febrero    | 14:00 |

| Wanderers          | 2 - 2 | Canterbury United | 16 de noviembre | 14:00 |
| Hawke's Bay United | 3 - 2 | Southern United   | 16 de noviembre | 17:00 |
| Auckland City      | 3 - 1 | WaiBOP United     | 17 de noviembre | 14:00 |
| Waitakere United   | 2 - 0 | Team Wellington   | 17 de noviembre | 16:00 |

| WaiBOP United     | 0 - 2 | Hawke's Bay United | 23 de noviembre | 17:00 |
| Canterbury United | 0 - 0 | Auckland City      | 24 de noviembre | 14:00 |
| Team Wellington   | 3 - 1 | Southern United    | 24 de noviembre | 14:00 |
| Waitakere United  | 4 - 1 | Wanderers          | 24 de noviembre | 16:00 |

| Auckland City      | 2 - 0 | Waitakere United  | 30 de noviembre | 14:00 |
| Hawke's Bay United | 1 - 2 | Team Wellington   | 1 de diciembre  | 12:00 |
| Southern United    | 0 - 3 | Canterbury United | 1 de diciembre  | 14:00 |
| Wanderers          | 3 - 3 | WaiBOP United     | 1 de diciembre  | 14:00 |

| WaiBOP United     | 4 - 2 | Southern United    | 7 de diciembre | 17:00 |
| Canterbury United | 2 - 0 | Team Wellington    | 8 de diciembre | 14:00 |
| Waitakere United  | 2 - 2 | Hawke's Bay United | 8 de diciembre | 16:00 |
| Wanderers         | 0 - 2 | Auckland City      | 22 de enero    | 18:00 |

| Team Wellington    | 3 - 2 | Wanderers         | 14 de diciembre | 14:45 |
| Waitakere United   | 3 - 0 | WaiBOP United     | 14 de diciembre | 16:00 |
| Hawke's Bay United | 1 - 0 | Canterbury United | 14 de diciembre | 17:00 |
| Auckland City      | 3 - 0 | Southern United   | 6 de febrero    | 14:00 |

| Wanderers         | 1 - 2 | Southern United    | 22 de diciembre | 14:00 |
| Canterbury United | 3 - 2 | Waitakere United   | 22 de diciembre | 14:00 |
| Auckland City     | 4 - 4 | Hawke's Bay United | 22 de diciembre | 14:00 |
| Team Wellington   | 3 - 2 | WaiBOP United      | 22 de diciembre | 16:15 |

| Waitakere United  | 1 - 3 | Southern United    | 12 de enero | 13:00 |
| Canterbury United | 1 - 0 | WaiBOP United      | 12 de enero | 14:00 |
| Auckland City     | 3 - 2 | Team Wellington    | 12 de enero | 14:00 |
| Wanderers         | 3 - 0 | Hawke's Bay United | 12 de enero | 15:00 |

| Southern United   | 1 - 6 | Hawke's Bay United | 18 de enero | 17:00 |
| WaiBOP United     | 0 - 2 | Auckland City      | 18 de enero | 17:00 |
| Canterbury United | 2 - 0 | Wanderers          | 19 de enero | 14:00 |
| Team Wellington   | 3 - 1 | Waitakere United   | 19 de enero | 15:00 |

| Hawke's Bay United | 3 - 2 | WaiBOP United     | 25 de enero | 17:00 |
| Southern United    | 2 - 2 | Team Wellington   | 26 de enero | 14:00 |
| Wanderers          | 1 - 6 | Waitakere United  | 26 de enero | 14:00 |
| Auckland City      | 1 - 1 | Canterbury United | 26 de enero | 14:00 |

| WaiBOP United     | 3 - 1 | Wanderers          | 1 de febrero | 14:00 |
| Canterbury United | 2 - 0 | Southern United    | 2 de febrero | 14:00 |
| Team Wellington   | 6 - 1 | Hawke's Bay United | 2 de febrero | 14:00 |
| Waitakere United  | 1 - 0 | Auckland City      | 2 de febrero | 16:00 |

| Southern United    | 1 - 6 | WaiBOP United     | 9 de febrero | 13:00 |
| Hawke's Bay United | 2 - 1 | Waitakere United  | 9 de febrero | 14:00 |
| Auckland City      | 2 - 1 | Wanderers         | 9 de febrero | 14:00 |
| Team Wellington    | 3 - 3 | Canterbury United | 9 de febrero | 14:00 |

| WaiBOP United     | 1 - 1  | Waitakere United   | 15 de febrero | 17:00 |
| Southern United   | 0 - 10 | Auckland City      | 16 de febrero | 13:00 |
| Canterbury United | 1 - 2  | Hawke's Bay United | 16 de febrero | 14:00 |
| Wanderers         | 1 - 4  | Team Wellington    | 16 de febrero | 14:00 |

| WaiBOP United      | 0 - 5 | Team Wellington   | 22 de febrero | 12:30 |
| Hawke's Bay United | 1 - 4 | Auckland City     | 22 de febrero | 17:00 |
| Southern United    | 5 - 3 | Wanderers         | 23 de febrero | 14:00 |
| Waitakere United   | 3 - 1 | Canterbury United | 23 de febrero | 14:00 |

## Playoffs

### Semifinales
| 2 de marzo de 2014 | Waitakere United | 0:4 (2:0) | Auckland City                             | Fred Taylor Park, Waitakere                           |                                                       |
|                    |                  | Reporte   | Tade 27' 43' · Vicelich 88' · Iwata 90+4' | Asistencia: 484 espectadores Árbitro(s): Nick Waldron | Asistencia: 484 espectadores Árbitro(s): Nick Waldron |

| 9 de marzo de 2014 | Auckland City                       | 4:1 (3:0) | Waitakere United | Kiwitea Street, Auckland                               |                                                        |
|                    | Milne 16' · Bale 27' · Tade 40' 48' | Reporte   | Cardozo 71'      | Asistencia: 941 espectadores Árbitro(s): Peter O'Leary | Asistencia: 941 espectadores Árbitro(s): Peter O'Leary |

| 2 de marzo de 2014 | Hawke's Bay United | 1:2 (0:0) | Team Wellington         | Bluewater Stadium, Napier                            |                                                      |
|                    | Biss 74'           | Reporte   | Gulley 54' · Murphy 87' | Asistencia: 535 espectadores Árbitro(s): Matt Conger | Asistencia: 535 espectadores Árbitro(s): Matt Conger |

| 9 de marzo de 2014 | Team Wellington | 1:0 (0:0) | Hawke's Bay United | Newtown Park, Wellington    |                             |
|                    | Gulley 90'      | Reporte   |                    | Árbitro(s): Mirko Benischke | Árbitro(s): Mirko Benischke |

### Final
| 16 de marzo de 2014 | Auckland City | 1:0 (1:0) | Team Wellington | Kiwitea Street, Auckland                               |                                                        |
|                     | Tade 31'      |           |                 | Asistencia: 2 232 espectadores Árbitro(s): Matt Conger | Asistencia: 2 232 espectadores Árbitro(s): Matt Conger |

| Bandera de Nueva Zelanda         |
| Campeón Auckland City 5.º título |

## Goleadores
Para decidir al goleador del torneo no se contabilizan los tantos anotados durante los playoffs.
| Emiliano Tade                             | Auckland City     | 12 | 11 |
| Richard Cardozo                           | Waitakere United  | 10 | 13 |
| Henry Fa'arodo                            | Team Wellington   | 10 | 14 |
| Aaron Clapham                             | Canterbury United | 8  | 12 |
| Darren White                              | Auckland City     | 8  | 13 |
| Charlie Henry                             | Team Wellington   | 8  | 14 |
| Última actualización: 15 de marzo de 2014 |                   |    |    |